# 林田龍生
林田 龍生（はやしだ たつお、1974年7月6日 - ）は、日本の元プロボクサー。東京都調布市出身。元OPBF東洋太平洋ライトフライ級王者。渡嘉敷ボクシングジム所属。東京都立狛江高等学校、日本大学卒業。実家は、深大寺開祖満功上人の生誕地として知られ750年（天平勝宝2年）開基の祇園寺。

## 来歴
1999年5月25日、プロデビュー。1RKOで勝利する。その後畠山昌人との2戦（1勝1敗）を含む8勝1敗で東日本ライトフライ級新人王となった。
2000年12月16日、岡島孝を6R判定で下し全日本ライトフライ級新人王になる。
2001年6月21日、元WBA世界ミニマム級暫定王者ソンクラーム・ポーパオイン（タイ）に挑むも、6RKOを喫し初のKO負け。
2001年12月10日、OPBF東洋太平洋ライトフライ級王座姜必求に挑戦。12R判定で勝利し、ジム初のチャンピオンとなった。
2003年4月21日、榎本信行ら3人を下し3回防衛したタイトルを世界戦のために返上するも、世界戦が実現されず。一度ミニマム級で試合するも減量が難しくライトフライ級に戻った。
2004年2月16日、日本ライトフライ級王者畠山昌人とのラバーマッチ。10R判定で敗れ戴冠ならず。またこの敗北により世界戦が遠のいた。
2005年4月1日、升田貴久を含む3連敗後、空位のNABO北米スーパーフライ級王座決定戦をカレン・ハルチュニアン（アルメニア）と争うも圧倒され12R判定で敗れ、引退した。
引退して5年が経ち、寺で修行中の2010年7月26日夜、後楽園ホールで山口真吾とともに引退セレモニーを行い、1Rのスパーリングを披露した。